# Мост над Ханджоуския залив
Мостът над Ханджоуския залив (на традиционен китайски: 杭州湾大桥, на опростен китайски: 杭州灣大橋, на пинин: Hángzhōu Wān Dàqiáo) е дълъг магистрален вантов мост над Ханджоуския залив на Източнокитайско море, Китайска народна република. Свързва градовете Дзясин и Нинбо, в провинция Джъдзян.
Максималният отвор е 448 м. С дължина от 35 673 км, мостът е най-дългия презокеански мост в света, но няма най-дългата висяща конструкция. Мостът през Ханджоуския залив е и вторият най-дълъг мост в света, като само мостът Лейк Пончартрейн Козуей в САЩ е по-дълъг с 2,8 км.
Мостът е завършен на 14 юни 2007 и е открит на 26 юни. Въпреки това, мостът не е отворен за преминаване до 1 май 2008, заради тестовете за сигурност. Мостът през Ханджоуския залив съкращава пътят между Нинбо и Шанхай от 400 на 280 км и времето за пътуване от 4 до 2,5 часа. Цената на моста се определя на 11,8 млрд. юана ($1.7 млрд.).